# 马场道
马场道是中国天津市和平区五大道地区最南侧的一条街道，也是五大道地区建成最早、最长、最宽的一条街道。修筑于1903年，原为天津英租界马场道（英語：Race Course Road）。马场道东起南京路，西至天津干部俱乐部，全长3410米，宽18米至50米。目前，马场道地区是天津市历史风貌建筑的聚集地之一，大量的名人故居坐落于此。

## 历史

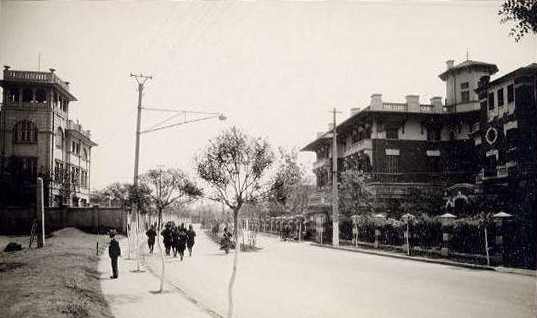
19世纪20年代的马厂道

马场道所在地域原是天津老城东南的一片沼泽洼地，散落着一些窝棚式的简陋民居。1886年，天津海关税务司、天津英租界董事会董事长、英籍德国人德璀琳获得直隶总督李鸿章赠予的佟楼附近养牲园土地筹建新的跑马场，建造花园、赛马会和乡艺俱乐部，同时修筑了沟通天津英租界（当时仅包括大沽北路以东到海河西岸，维多利亚道两侧的狭长地段）与赛马场的马场道，在当时性质属于越界筑路。马场道初建时，南至天津赛马场，北至咪哆士道（Meadours Road）（今浙江路与泰安道交口处），路中间建有绿化隔离带。1903年，天津英租界进行大规模推广，获得马场道及其北侧大片土地，天津英租界工部局于1919年至1926年结合海河清淤工程对该区域进行填筑并使之成为适合城市建设的用地。1926年，马场道也由土路先后改建为石渣路和柏油马路。此后，两侧迅速形成大片高级住宅区，绿化良好，建筑风格属于各种不同的欧洲式样。1943年，日本占领天津后，马场道改称兴亚二区7号路。1946年，天津市政府光复，复称马场道，期间曾短暂改名为“海宁路”。中华人民共和国成立后后，泰安道至今南京路段的马场道改名为浙江路。南京路至天津干部俱乐部的一段改为了马场道。1961年，马场道中间的绿化隔离带拆除。2000年4月，天津市人民政府对马场道进行全面整修，整修包括：重修路面、更换路灯、供排水和供气城等管道，整修大路两侧的建筑物外立面。

## 现况与发展
马场道目前东北到南京路，西南到天津干部俱乐部。全长3410米，宽18米至50米，其中两侧人行道各宽2.3米至6.7米，为和平区与河西区的分界街道。由于马场道街区被纳入天津历史文化街区的保护规划，因此未来将保持现有风貌不会拓宽。

## 沿街著名建筑
马场道现存比较著名的建筑有：

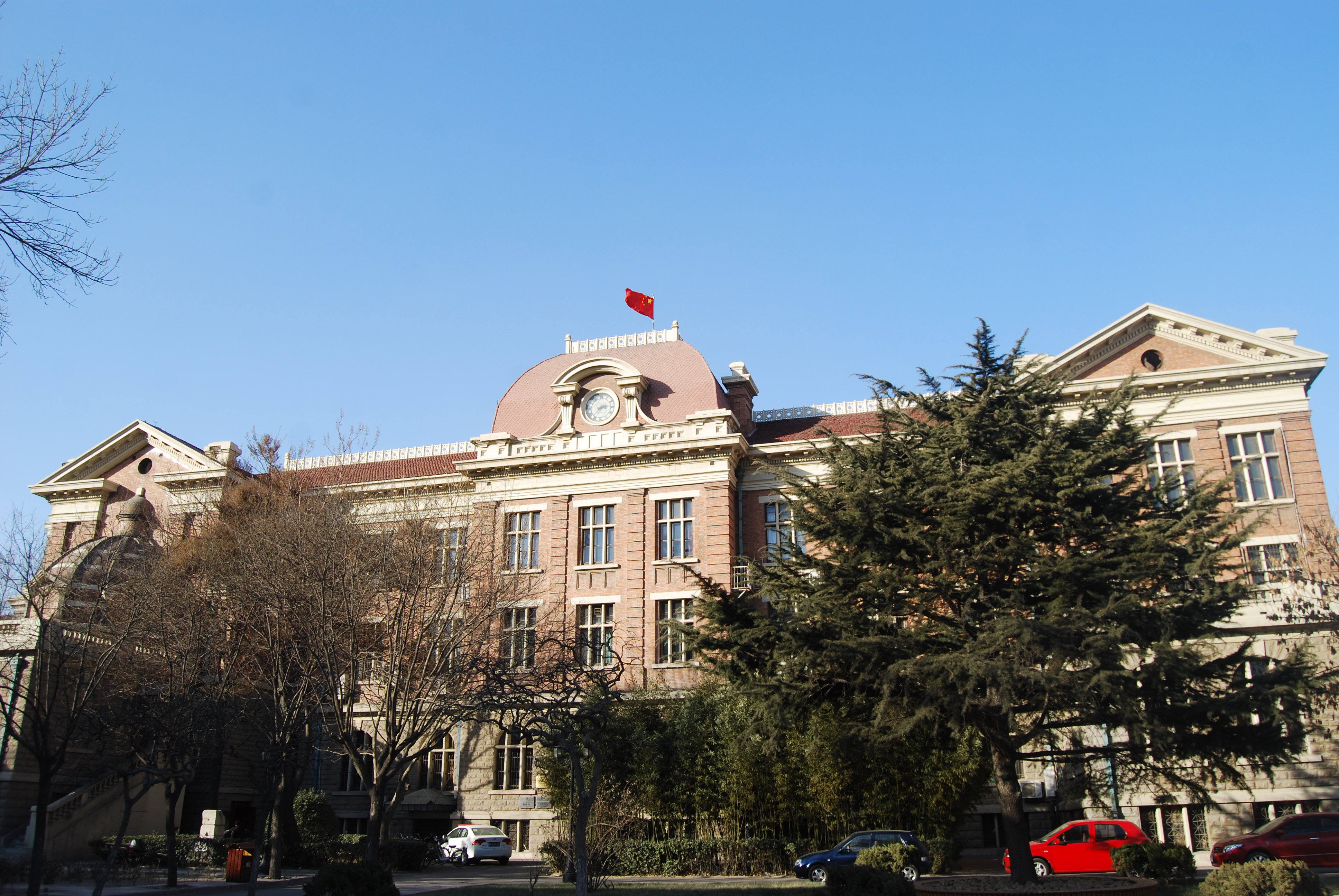
坐落于马场道的原天津工商学院主楼

- 天津市文物保护单位：英国乡谊俱乐部，马场道188号
- 天津市文物保护单位：原天津工商学院主楼，马场道117号至119号
- 天津市文物保护单位：北疆博物院，马场道117号至119号
- 天津市历史风貌建筑：香港大楼，马场道10号
- 天津市历史风貌建筑：宋棐卿旧居，马场道116号至118号
- 天津市历史风貌建筑：达文士楼，马场道121号
- 天津市历史风貌建筑：刘冠雄故居，马场道123号
- 天津市历史风貌建筑：朱启钤旧居，马场道164号
- 天津市历史风貌建筑：雍剑秋旧居，马场道60-62号
- 天津市历史风貌建筑：李烛尘故居，马场道102号[4]

## 交汇道路
目前，与马场道相交汇的主要道路有：
- 贵州路 原大北道（Derby Road）
- 宾馆路
- 围堤道

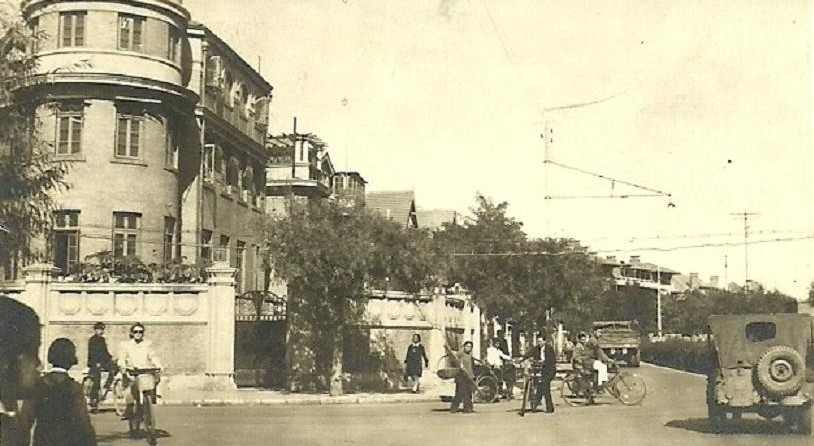
1945年，马场道与新华路交口处旧影

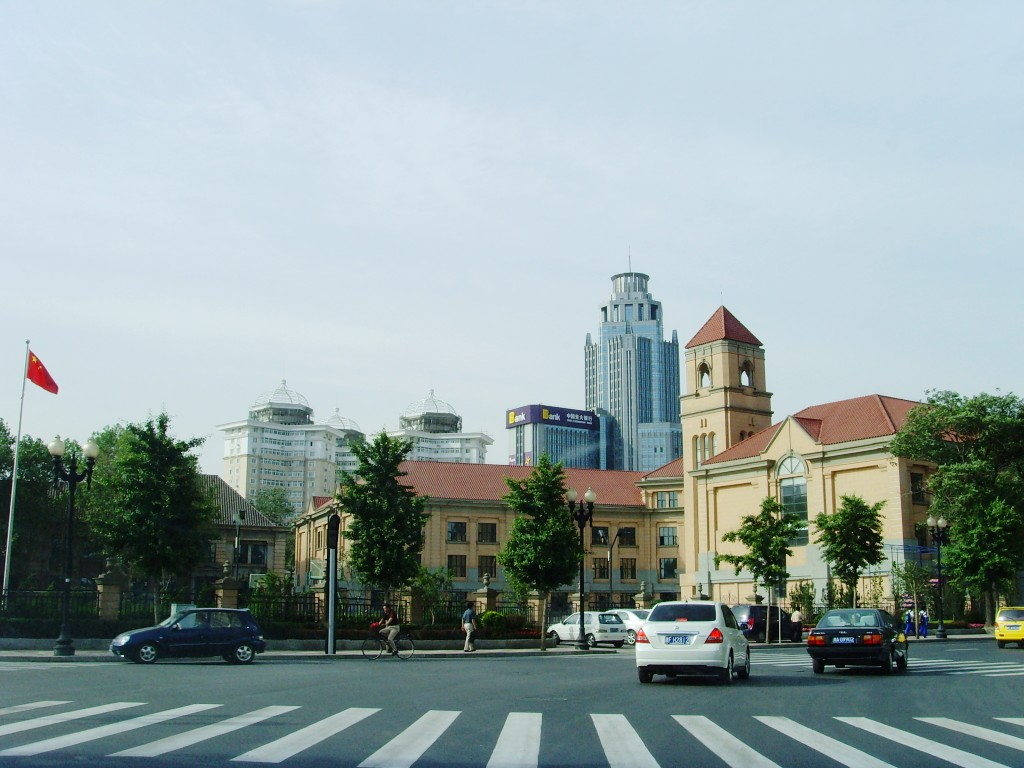
马场道与重庆道交口处

- 西康路 原海光寺道（Hai Kwan Sou）
- 昆明路 原康伯兰道（Cumberland Road）
- 津港路
- 湛江路
- 云南路 原登百敦道（Dumbarton Road）
- 永安道
- 桂林路 原格拉斯哥道（Glasgow Road）
- 友谊北路
- 河北路 原威灵顿道（Wellington Road）
- 浦口道 原天津德租界纪念碑街
- 新华路 原牛津道（Oxford Road）
- 九龙路
- 香港路 原泰安道（Tyne Road）
- 广东路 原天津德租界5号街
- 合肥道 原天津德租界E街
- 睦南道 原香港道（Hong Kong Road）
- 重庆道 原剑桥道（Cambridge Road）
- 九江路 原天津德租界4号街
- 南昌路 原天津德租界3号街
- 南京路 原小河道（Creek Road）和原围墙道（Elgin Road）
- 徐州道 原狄更生道（Dickinson Road）
- 开封道 原开滦胡同（Kailan Lane Road）
- 曲阜道 原革事道（Council Road）
- 泰安道 原咪哆士道（Meadours Road）